# Venture Cup Danmark
Venture Cup Danmark er en interdisciplinær forretningsplankonkurrence som er associeret med tre andre Venture Cups i Skandinavien. Venture Cup Danmark er pt. støttet af syv danske universiteter. Henholdsvis, Copenhagen Business School, Danmarks Tekniske Universitet, Københavns Universitet, Syddansk Universitet, Roskilde Universitet , Aalborg Universitet og Aarhus Universitet.
Formålet med Venture Cup Danmark er at assistere universiteter i at konvertere forskning og idéer til rentable vækstvirksomheder. Hensigten med dette er at øge antallet af erfarne iværksættere og nystartede virksomheder, samt at fremme dannelsen af innovation i Danmark. Venture Cup Danmark har forskellige aktiviteter for at indfri formålet 
- Aktiviteter
  - Inspirerer studerende til at starte virksomhed, vha. pengepræmier, motiverende events og netværks muligheder.
  - Forbedrer deltagernes kompetencer i forbindelse med iværksætteri ved konstruktiv kritik fra ekspertvejledere fra industrien og en professionel jury, praktiske seminarer.
  - Assisterer i dannelsen af vækstvirksomheder med individuel støtte til opstart og etablering af en succesfuld virksomhed.
  - Samarbejder med Entreprenørskabssøjlen[1] for at koordinere aktiviteter med andre interessenter på de forskellige uddannelsestrin
  - Samarbejder med Young Enterprise Danmark[2], IDEA[3], studenter netværk, og universiteter i forbindelse med rekruttering af deltager og identificering af gode idéer.
  - Samarbejder med Connect Denmark[4], innovationsmiljøerne, investorer og andre interessenter der er med til at skabe muligheder for deltagerne efter Venture Cup.

## Historie
Forretningsplankonkurrence konceptet oprinder fra USA, hvor det blev udviklet i starten af 80’erne. I 90’erne blev flere konkurrencer organiseret af McKinsey and Company på verdensplan i partnerskab med lokale universiteter og handelshøjskoler. 

### Skandinavien
I 1998 etablerede McKinsey and Company Venture Cup i Sverige og I 2000 blev konkurrencen udvidet til at dække Øresundsregionen med Danmark og det sydlige Sverige. I dag er Venture Cup repræsenteret i de fire nordiske lande Danmark, Sverige, Norge, Finland og er, med mere end 1500 indsendte forretningsplaner hvert år, den største i verden. Endvidere betyder dette at Venture Cup er et af de mest betydningsfulde tiltag i Skandinavien til at fremme dannelsen af vækstvirksomheder. 

### Venture Cup Danmark
I 2003 fik Danmark sin første nationale Venture Cup, organiseret af McKinsey and Company, Copenhagen Business School, og Danmarks Tekniske Universitet. I dag er gruppen af organiserende universiteter udvidet med Københavns Universitet, Syddansk Universitet og Aarhus Universitet. I 2007/2008 deltog 203 hold i Venture Cup på tværs af regionerne og mere end 50 af disse har allerede startet virksomhed.

## Vindere af Venture Cup i Danmark
I alt har 34 hold vundet Venture Cup i Danmark siden konkurrencens stiftelse i 1998 - de 34 hold er som følger (Alfabetisk): 
- Attivo
- BalancAir
- BioLab
- BioRepeller Arkiveret 28. februar 2014 hos  Wayback Machine
- Biosyntia
- Bucky’o’Zun
- Butikssiden
- CallCab
- Computerfriend Arkiveret 17. marts 2014 hos  Wayback Machine
- Coolstep
- CTS Wristband
- DANfur
- Debito Arkiveret 4. november 2020 hos  Wayback Machine
- Fundr
- Iconfinder
- Innogie Arkiveret 4. januar 2014 hos  Wayback Machine
- Lendino
- LevelUP
- NAVINAC
- NEMdose
- Nordic
- Oculeve
- Optical Accelerometer
- PLASMARC
- Power Converters
- Quick Inspect Arkiveret 7. februar 2014 hos  Wayback Machine
- Read It Loud
- RSP Systems (2005-2006)
- Ruby Cup
- SBT Aquatech
- Senseye
- Tryg-puden
- Velocatr
- Voicefit
- WindSensor

## Eksterne links
1. ↑  "Entreprenørskabssøjlen". Arkiveret fra originalen 23. september 2007. Hentet 16. oktober 2007.
2. ↑  "Young Enterprise Danmark". Arkiveret fra originalen 15. oktober 2002. Hentet 26. april 2021.
3. ↑  IDEA
4. ↑  "Connect Denmark". Arkiveret fra originalen 9. juni 2007. Hentet 26. april 2021.
5. ↑  "Arkiveret kopi". Arkiveret fra originalen 3. marts 2016. Hentet 28. februar 2014.
6. ↑  "Winners - 2015 - Venture Cup Denmark". Arkiveret fra originalen 4. marts 2014. Hentet 28. februar 2014.

- Venture Cup
- Venture Cup Sverige
- Venture Cup Danmark
- Venture Cup Norge Arkiveret 2. juli 2007 hos  Wayback Machine
- Venture Cup Finland Arkiveret 11. august 2007 hos  Wayback Machine